# Sandra Oxenryd
Sandra Maria Oxenryd, född 1 oktober 1982 i Kristinehamn i Värmland, är en svensk sångerska och dokusåpadeltagare från Kristinehamn, som 2005 blev den första kvinnan att vinna Fame Factory. Hon är dotter till sångaren Christer "Tarzan" Oxenryd som sjöng i dansbandet Schytts.

## Karriär
Sandra Oxenryd sjöng 1992 i Bingolotto när hon var 10 år gammal.
År 2000 var Oxenryd framröstad till finalen i Sikta mot stjärnorna, där hon imiterade Carola Häggkvist med låten Främling och kom tvåa. Hon har i flera år arbetat som showartist, exempelvis på Menorca i Spanien (2003) och som artist på Wallmans salonger.
Efter vinsten i Fame Factory var hon synlig i media och sjöng bland annat under utdelningen av svenska TV-priset Kristallen 2005. Samma år gav hon ut albumet All There Is och singeln At Your Side.
Oxenryd vann Eurolaul, Estlands melodifestival, 2006 och representerade Estland i Eurovision Song Contest i Aten med sången Through My Window. Hon tog sig inte vidare från semifinalen. Dessutom medverkade hon på Julskivan med låten I morgon. Hon har arbetat vid Wallmans Salonger i både Köpenhamn och Oslo. Under hösten 2007 uppträdde hon på showrestaurangen Smuget i Oslo. 2008 tävlade hon i den polska uttagningen till Eurovision Song Contest med låten Super Hero. Hon slutade på sjunde plats.
Sandra Oxenryd har också medverkat i tre uppsättningar av Hjalmars revy i Örebro och 2012 sågs hon i Sverigepremiären av Dirty Dancing-The musical på Chinateatern i Stockholm. Därefter har hon turnerat med julshower och körat bakom bland andra Magnus Uggla, Sonja Aldén, Lisa Nilsson och Måns Zelmerlöw.
Åren 2024/2025 körade Sandra Oxenryd bakom Magnus Carlsson på hans jubileums tuné ”It’s My Party”